# Christoph Meckel
Christoph Meckel (Berlin, 1935. június 12. – Freiburg im Breisgau, 2020. január 29.) német író, grafikusművész.

## Művei
- Tarnkappe (1956)
- Nebelhörner (1959)
- Manifest der Toten (1960)
- Im Land der Umbramauten(1961)
- Dunkler Sommer und Musikantenknochen (1964)
- In der Tinte (1968)
- Werkauswahl. Lyrik, Prosa, Hörspiel (1971)
- Bockshorn (1973)
- Licht (1978)
- Ausgewählte Gedichte (1979)
- Suchbild. Über meinen Vater (1980)
- Über Peter Stephan (1980)
- Nachricht für Baratynski (1981)
- Der wahre Muftoni. Erzählung (1982)
- Hundert Gedichte (1988)
- Immer wieder träume ich Bücher (1995)
- Ein unbekannter Mensch. Bericht (1997)
- Schöllkopf (2000)
- Zähne (2000)
- Blut im Schuh (2001)
- Nacht bleibt draußen und trinkt Regen (2002)
- Suchbild: meine Mutter (2002)
- Ungefähr ohne Tod im Schatten der Bäume (2003)
- Seele des Messers (2006)
- Musikschiff (2006)
- Die Kerle haben etwas an sich. Kunstfiguren, liebliche Berge (2007)
- Wohl denen die gelebt. Erinnerung an Marie-Luise Kaschnitz (2008)
- Nachtsaison (2008)
- Hier wird Gold gewaschen. Erinnerung an Peter Huchel (2009)
- Poesiealbum 288 (2010)
- Russische Zone. Erinnerung an den Nachkrieg (2011)
- Luis & Luis (2012)
- Dunkler Weltteil. Erinnerung an afrikanische Zeit (2013)
- Tarnkappe. Gesammelte Gedichte (2015)
- für clarisse (2015)
- Schulbeginn. Texte und Bilder (2016)
- Kein Anfang und kein Ende (2017)
- bildpost. 100 briefe und postkarten aus sechs jahrzehnten (2018)

### Magyarul
- Licht (1978); Fény; fordította Kalász Márton; Magvető, Budapest, 1987 (Rakéta Regénytár)